# Дьоби
Дьо́би (рос. Дёбы) — село в Красногорському районі Удмуртії, Росія.

## Населення
Населення — 358 осіб (2010; 398 в 2002).
Національний склад станом на 2002 рік:
- удмурти — 80 %